# زمین‌لرزه ۱۹۶۵ شیلی
زمین‌لرزه شیلی  در تاریخ ۲۸ مارس ۱۹۶۵ میلادی، برابر با ‎۸ فروردین ۱۳۴۴، ساعت ۱۶:۳۳:۱۶ به زمان یوتی‌سی در شیلی رخ داد. ژرفای این زلزله ۷۱ کیلومتر بود. بزرگی آن ۷٫۴ در مقیاس mB اعلام شده‌است. زمین‌لرزه به وقت محلی در روز یکشنبه، ساعت ۱۲ روی داده و منطقه زمانی آن یوتی‌سی -۴ بوده‌است (با لحاظ تغییر ساعت تابستانی).
سازمان زمین‌شناسی آمریکا نیز جای این زمین‌لرزه را در مختصات ۳۲°۲۴′جنوبی ۷۱°۱۲′غربی / ۳۲٫۴°جنوبی ۷۱٫۲°غربی و بزرگی آنرا برابر با ۷٫۳ در مقیاس ریشتر اعلام کرده‌است. ژرفای گزارش شده از سوی این سازمان ۶۱ کیلومتر می‌باشد.
شمار کشتگان زلزله حدود ۳۳۷ نفر بوده‌است.تعداد زخمیان ۳۵۰ نفر برآورده شده‌است.